# Угольные Копи
У́гольные Ко́пи — посёлок городского типа в Анадырском районе Чукотского автономного округа. Образует городское поселение Угольные Копи.

## География
Расположен на берегу Анадырского залива Берингова моря напротив Анадыря.

## История
Статус посёлка городского типа — с 1968 года.

## Население
| 1970  | 1979  | 1989    | 2002  | 2006  | 2009  | 2010  | 2011  |
| ----- | ----- | ------- | ----- | ----- | ----- | ----- | ----- |
| 5940  | ↗9929 | ↗12 357 | ↘3863 | ↘3437 | ↘3395 | ↘3368 | ↘3355 |
| 2012  | 2013  | 2014    | 2015  | 2016  | 2017  | 2018  | 2019  |
| ↗3487 | ↗3574 | ↗3586   | ↗3666 | ↗3736 | ↘3718 | ↘3621 | ↗3715 |
| 2020  | 2021  | 2023    | 2024  |       |       |       |       |
| ↗3860 | ↘3232 | ↗3654   | ↗3786 |       |       |       |       |

## Экономика
Основу экономики составляет добыча бурого угля. Близ посёлка расположен крупнейший в регионе международный аэропорт Угольный.

## Памятники

Памятник первому лётчику-чукче Тимофею Елкову

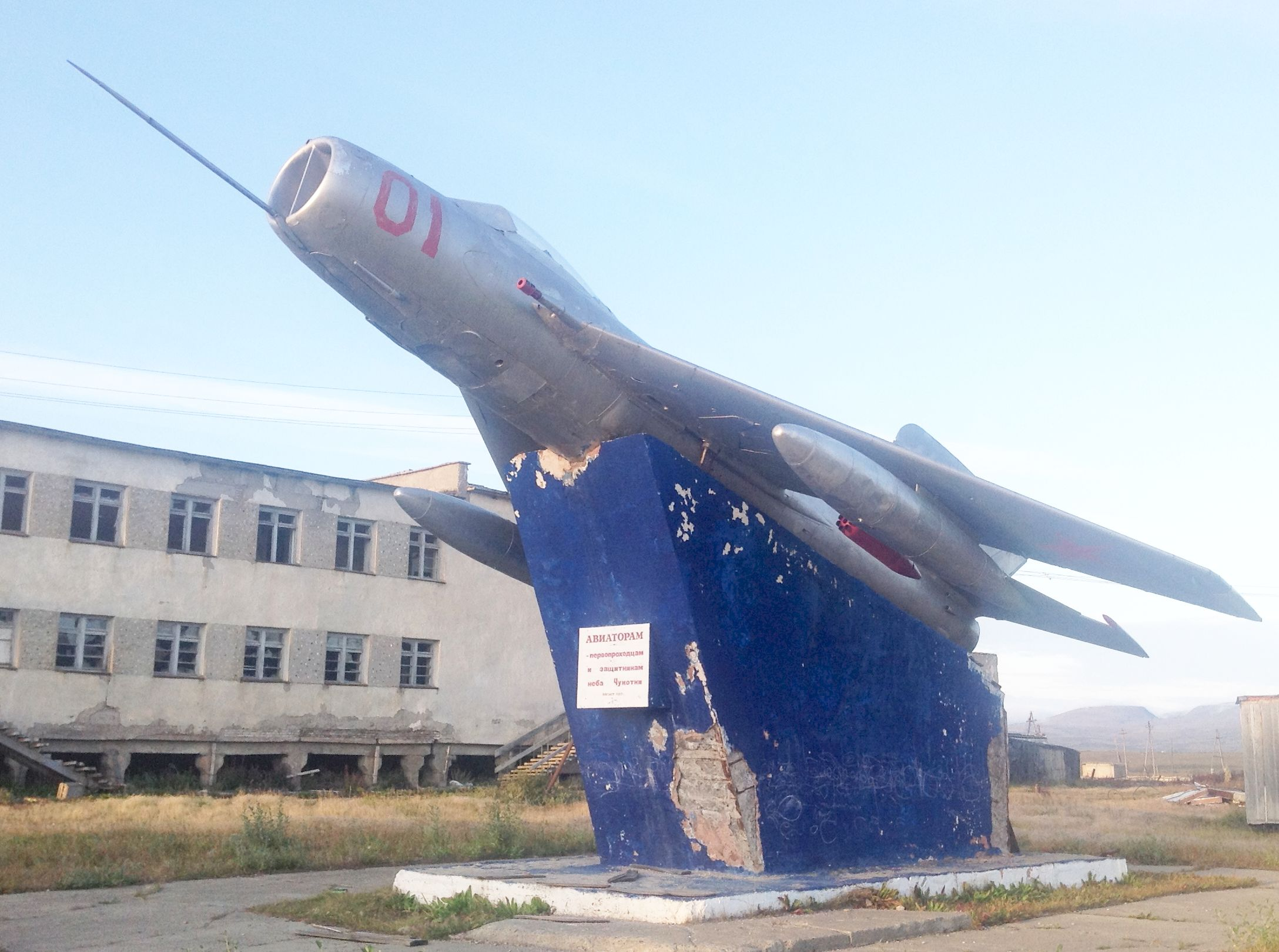
В августе 1977 года установлен памятник МиГ-19.

В 2014 году в посёлке восстановлен на личные средства краеведа Сергея Сыпкова бронзовый памятник первому военному лётчику-чукче Тимофею Елкову, погибшему в боях во время Великой Отечественной войны 26 июня 1944 года. Ранее, с 1997 года монумент находился в Шахтёрском, но после его ликвидации в 2002 году памятник был заброшен.
29 августа 2017 года на входе в здание авиационной комендатуры Командования дальней авиацией на аэродроме Анадырь в посёлке Угольные Копи установлена мемориальная доска полярному летчику СССР Фёдору Куканову силами Общественного совета по сохранению исторического наследия Дальнего Востока при ВООПИиК (Хабаровск).

## Палеоботаническое наследие
На территории пос. Угольные Копи, в районе Золотого хребта сохранились следы ископаемой флоры и фауны, датированные поздним мелом — палеоценом, обнаруженные в 2003 году. Комплексы ископаемых растений интересны обширным видовым составом и сохранностью окаменевших растительных остатков. В настоящее время представлены в музейных фондах МЦ «Наследие Чукотки» г. Анадырь (130 экспонатов) и в коллекции палеоботаника А. А. Грабовского (1700 экспонатов). Большого разнообразия достигают представители морской ископаемой фауны плиоценового возраста, обнаруженных в 1939, 2011 году. Пыльцевые зерна, извлечённые из раковин, показывают, что ещё около 2 млн лет назад на территории Золотого хребта существовали хвойно-широколиственные леса.
Из верхнемеловых отложений внутренней части Золотого хребта известны находки мозазавров, открытых в 2011 г. палеоботаником Александром Грабовским. Это единственная находка мозазаврид на территории Арктики. В ископаемом состоянии сохранились остатки зубов, позвонков и фрагмент челюсти. Сейчас находка этой крупной меловой морской рептилии хранится на Чукотке.

## Улицы посёлка
- Береговая, улица
- Кольцевая, улица
- Молодёжная, улица
- Октябрьская, улица
- Парковая, улица
- Первомайская, улица
- Полярная, улица
- Портовая, улица
- Причальная, улица
- Причальный, переулок
- Советская, улица
- Строителей, улица
- Угольная, улица
- Финская, улица
- Школьная, улица